# 罗杰斯与汉默斯坦

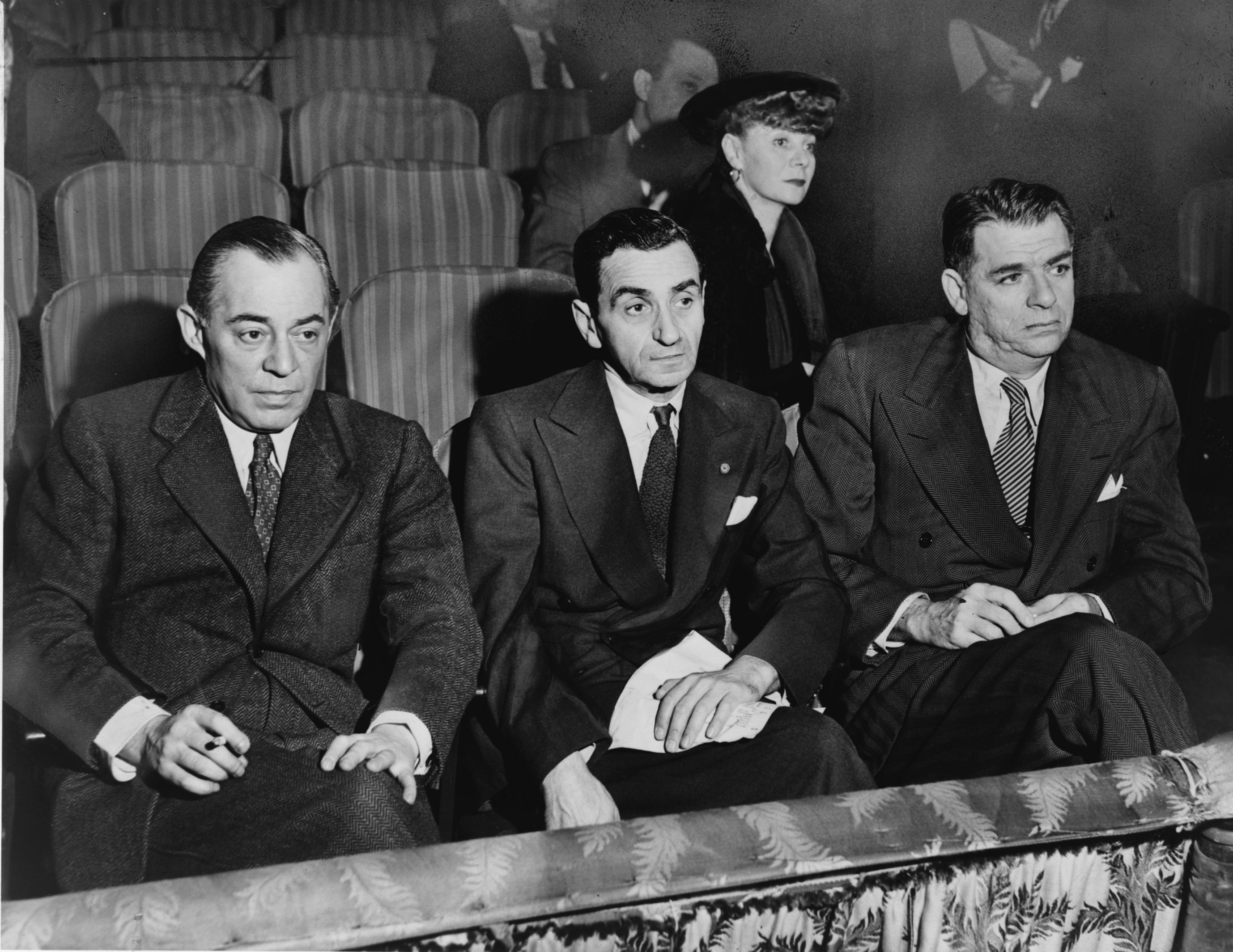
罗杰斯（左）和哈默斯坦（右）与歐文·柏林（中）和Helen Tamiris在St. James Theatre剧院观看试镜，于1948年

罗杰斯与汉默斯坦（英語：Rodgers and Hammerstein）是指作曲家理查德·罗杰斯和作词家奥斯卡·汉默斯坦二世，他们是一个有影响力，有创造力和极为成功的美国音乐剧团队。他们在20世纪40年代和50年代创作了一连串流行的百老汇音乐剧，开创了被认为是音乐剧的“黄金时代”。他们的五场百老汇演出，Oklahoma!，Carousel，South Pacific，The King and I 和 The Sound of Music，都非常成功，灰姑娘（Cinderella）的电视转播也是如此。在他们有生以来在百老汇制作的其余四场，“Flower Drum Song”得到了很好的肯定，没有哪场是彻头彻尾的失败。他们大多数的节目在世界各地都经历过频繁的重演，无论是专业还是业余。在他们的众多演出（和电影版）获得的许多荣誉之中有三十四座托尼奖，十五个奥斯卡奖，普利策奖，和两个格莱美奖。
他们的音乐剧写作合作关系被称为20世纪最伟大的友情。